# Ikkimel
Ikkimel (bürgerlich Melina Gaby Strauß) ist eine deutsche Rapperin aus Berlin-Tempelhof.

## Leben
Ikkimel stammt aus Berlin-Tempelhof und absolvierte einen Kombinations-Bachelor in Deutscher Philologie und Sozial- und Kulturanthropologie mit dem Schwerpunkt Sprachwissenschaften an der Freien Universität Berlin. Seit 2018 arbeitete sie dort im Labor für Gehirn- und Sprachforschung (Brain Language Laboratory).
2021 erhielt Ikkimel eine Förderung der Initiative Musik. Sie veröffentlichte ihre ersten Singles 2022 und ließ am 5. Mai 2023 ihre erste EP Aszendent Bitch folgen.  2023 wurde sie von Four Music (Sony Music) unter Vertrag genommen, woraufhin sie mit der Single Keta und Krawall, produziert von Barré, debütierte und Platz 89 der deutschen Charts erreichte.
Der Track Bezahlen von der 2024 erschienenen EP Hat sie nicht gesagt wurde im gleichen Jahr von der Partei für Arbeit, Rechtsstaat, Tierschutz, Elitenförderung und basisdemokratische Initiative (Die PARTEI) in einem Radio-Wahlwerbespot anlässlich der Europawahl 2024 verwendet.
Am 14. Februar 2025 erschien ihr Debütalbum Fotze. In der Kritik ist das Album überwiegend lobend besprochen worden. Hervorgehoben wird unter anderem, dass Ikkimel sexistische Sprache durch eine radikal weibliche Perspektive gegen diese wende, hinterfragt wurde aber auch, ob sie im Zuge dessen nicht doch den männlichen Blick weiblicher Sexualität reproduziere. Die Kritiker erkennen außerdem inhaltlich wie musikalisch Bezüge zu Interpretinnen wie Lady Bitch Ray, SXTN und Shirin David.

## Diskografie

### Studioalben
- 2025: Fotze

### EPs
- 2023: Aszendent Bitch (Eigenproduktion)
- 2024: Hat sie nicht gesagt

### Singles
- 2022: Cola Zero (mit forsha)
- 2023: Zu raus (mit Axel X)
- 2023: Ich seh gut aus (mit Axel X und Lenny Fuck)
- 2023: Vorbei an der Schlange (mit Axel X)
- 2023: Erste Sahne (mit Pintendari)
- 2023: Lifesaver (mit Retado & Slim Salabim)
- 2023: Keta und Krawall
- 2024: Bikini grell
- 2024: Fussballmänner
- 2024: Hat sie nicht gesagt
- 2024: Deutschland (Ski Aggu feat. Ikkimel)
- 2024: Männergefühle (mit Salò & UHD)
- 2024: Wellness
- 2024: Unisexklo (mit Lucry & Suena)
- 2024: Baddie (mit Money Boy)
- 2024: Mütter (mit Pintendari)
- 2025: Forever Swagger (Money Boy feat. Ikkimel)
- 2025: Glitzer Glitzer
- 2025: Oha (mit Lil London & Lucry & Suena)
- 2025: Jiggy (mit Filow & Lucry & Suena)
- 2025: Nachtschicht (mit 01099)
- 2025: Germany (mit Ski Aggu)
- 2025: Who’s That
- 2025: Bling Bling